# Plac Tadeusza Kościuszki we Wrocławiu
Plac Tadeusza Kościuszki we Wrocławiu (Tauentzienplatz) – reprezentacyjny plac położony we Wrocławiu na Przedmieściu Świdnickim, w obrębie dzielnicy Stare Miasto, na przecięciu ulic: Tadeusza Kościuszki i Świdnickiej. Plac ma powierzchnię około 2 ha. Przed II wojną światową placowi temu nadano nazwę Tauentzienplatz, na cześć pruskiego generała Friedricha Bogislava Von Tauentziena, którego grobowiec i pomnik znajdował się w centralnej części placu. Plac wytyczony został wokół tej budowli po wyburzeniu fortyfikacji w 1807 roku. Współcześnie w tym miejscu znajduje się Skwer Solidarności Walczącej, którego kompozycja otacza znajdujący się w jej środku Kamień pamiątkowy ku czci Bojowników o Wyzwolenie Narodowe i Społeczne. Ten plac uznawany jest za najpiękniejszy we Wrocławiu .

## Historia

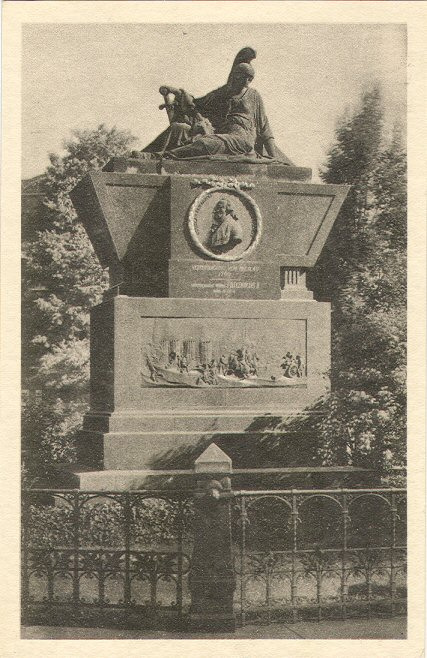
Nieistniejący grobowiec i pomnik Tauentziena.

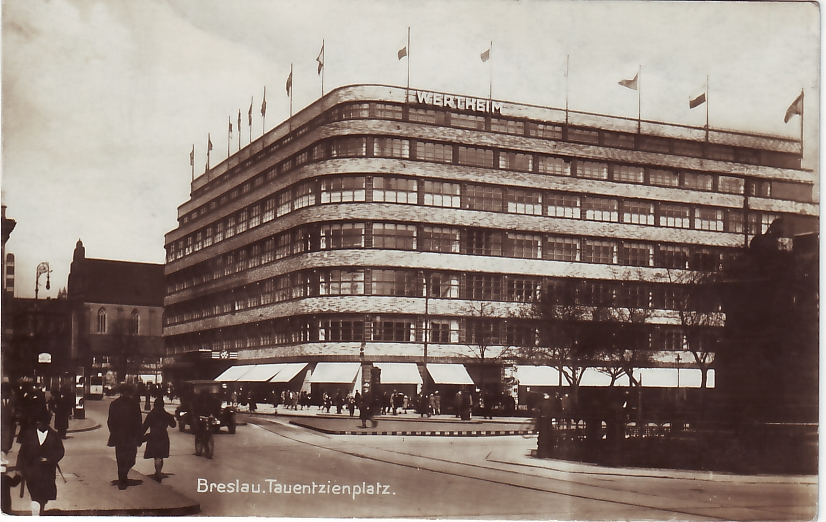
Dom Towarowy Wertheim ok. 1938 r.

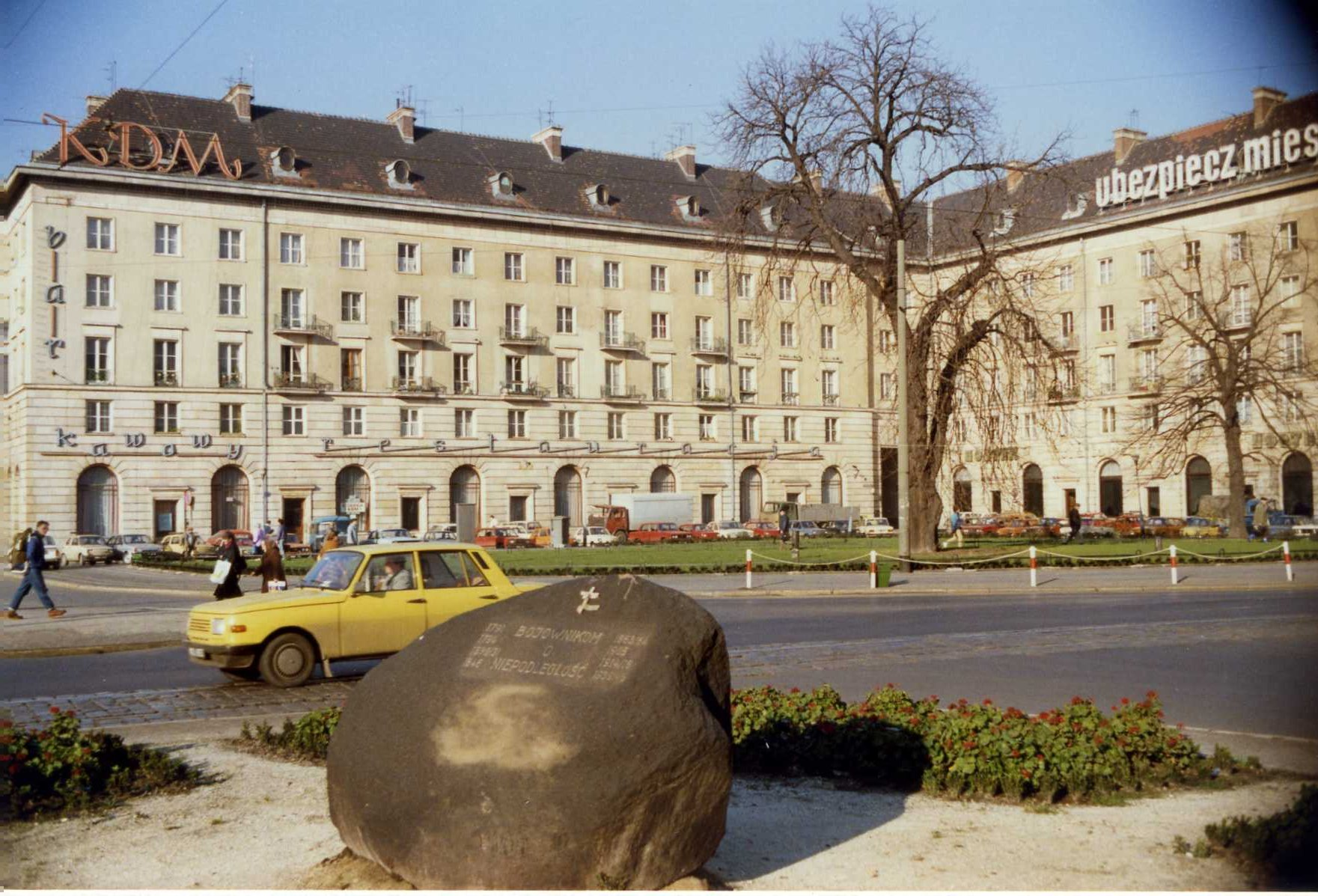
Plac i kamień ok. 1989 r.

W rejonie dzisiejszego placu Tadeusza Kościuszki istniał cmentarz przeznaczony dla biednych i obcych. Założony został w 1318 r. i znajdował się poza ówczesnymi murami miasta, przed Bramą Świdnicką. Przy cmentarzu istniała kaplica św. Gertrudy. W 1557 r. zbudowano tu również szubienicę. Od tego zdarzenia kaplica służyła również do udzielania skazańcom ostatniej posługi . Została ona zburzona w 1603 r. po zbudowaniu Kościoła imienia Zbawiciela w 1568 r. obok nowego cmentarza z 1541 r. w rejonie obecnego, niedaleko położonego, placu Czystego  . W 1795 r. wzniesiono, w miejscu jego pochówku, pomnik pruskiego generała Friedricha Bogislava Von Tauentziena, komendanta twierdzy Wrocław, co uznaje się za zaczątek powstania placu  .
Gdy Wrocław został zdobyty podczas wojny przez wojska napoleońskie w 1807 r. Francuzi podjęli decyzje o rozbiórce istniejących wówczas fortyfikacji. Wtedy to francuski oficer i inżynier Blain wytyczył plac, który w założeniach miał pełnić funkcje reprezentacyjne oraz mógł służyć defiladom  . Takie bowiem miał życzenie i taki wydał rozkaz książę Hieronim Bonaparte, który potrzebował odpowiedniego miejsca do przeprowadzenia parady kończącej wiosenne manewry, przeprowadzonej 8 maja 1807 r.  . Wyżej wymieniony autor projektu placu nadał mu przy tym formę stosowaną ówcześnie dla placów we Francji, w szczególności w Paryżu  (podaje się, że pierwowzorami mogły być francuskie place Royale lub Vendôme ): kwadratowy obszar przecięty został symetrycznie przez każdy z jego boków o długości 143 m  ulicami: Tauentziena  (Tauentzienstrasse) i Nowej Świdnickiej (Schweidnitzer Strasse), które przecinają każdą z pierzei placu przez jej środek, a narożniki placu pozostały zamknięte. Sam pomnik stał się centralnym obiektem placu. Przestrzenie między ulicami zostały zagospodarowane w formie trawników.
Zabudowa wokół placu została wykonana pod koniec lat 40. XIX wieku. Powstały tu reprezentacyjne kamienice o wysokim standardzie, a także obiekty usługowe: hotel, restauracje, bank i dom handlowy. Wśród tamtej zabudowy placu jako budynki wyróżniające się spośród pozostałych wymienia się budynek ekskluzywnego hotelu „Residenz” utrzymanego w stylu neorenesansowym, który powstał w 1861 r. z restauracją, kawiarnią, a później bo od 1913 r. także z kinematografem  . W 1930 r. w miejscu tego hotelu i kilku kamienic zbudowano dom towarowy firmy Wertheim (obecnie dom towarowy Centrum Renoma). Innym wyróżniającym się budynkiem jest hotel Savoy z klasycyzującą elewacją, oraz budynek filii Banku Drezdeńskiego (później BZ WBK).
Podczas oblężenia Wrocławia pod koniec II wojny światowej w 1945 r. budynki przy placu legły w gruzach. Od zniszczenia ocalały 3 budynki: hotel Savoy, banku i częściowo budynek domu towarowego .
Po wojnie zburzono i usunięto znajdujący się tu pomnik, a na jego miejscu umieszczono kamień pamiątkowy ku czci Bojowników o Wyzwolenie Narodowe i Społeczne.
W latach 1954-1956 (1958) zbudowano Kościuszkowską Dzielnicę Mieszkaniową (KDM), której część zabudowy zlokalizowana została przy placu Tadeusza Kościuszki. Ocalałe budynki wpisano harmonijnie w nową zabudowę. Uznaje się, że zabudowa ta została zaprojektowana w odpowiednich proporcjach do miejsca i istniejących budynków, w sposób adekwatny do barokowego układu urbanistycznego placu. Budynki te zostały zlokalizowane wzdłuż pierwotnej linii zabudowy, z zachowaniem osiowego i symetrycznego układu placu. Same budynki zaprojektowano typowej stylistyce dla okresu przed 1956 r. w Polsce, inspirowanej na Marszałkowskiej Dzielnicy Mieszkaniowej powstałej w Warszawie. W przeciwieństwie jednak do pierwowzoru zachowano większą dbałość o właściwe proporcje przy równoczesnym zmniejszeniu ilości zdobiących budynki detali architektonicznych .

## Układ urbanistyczny

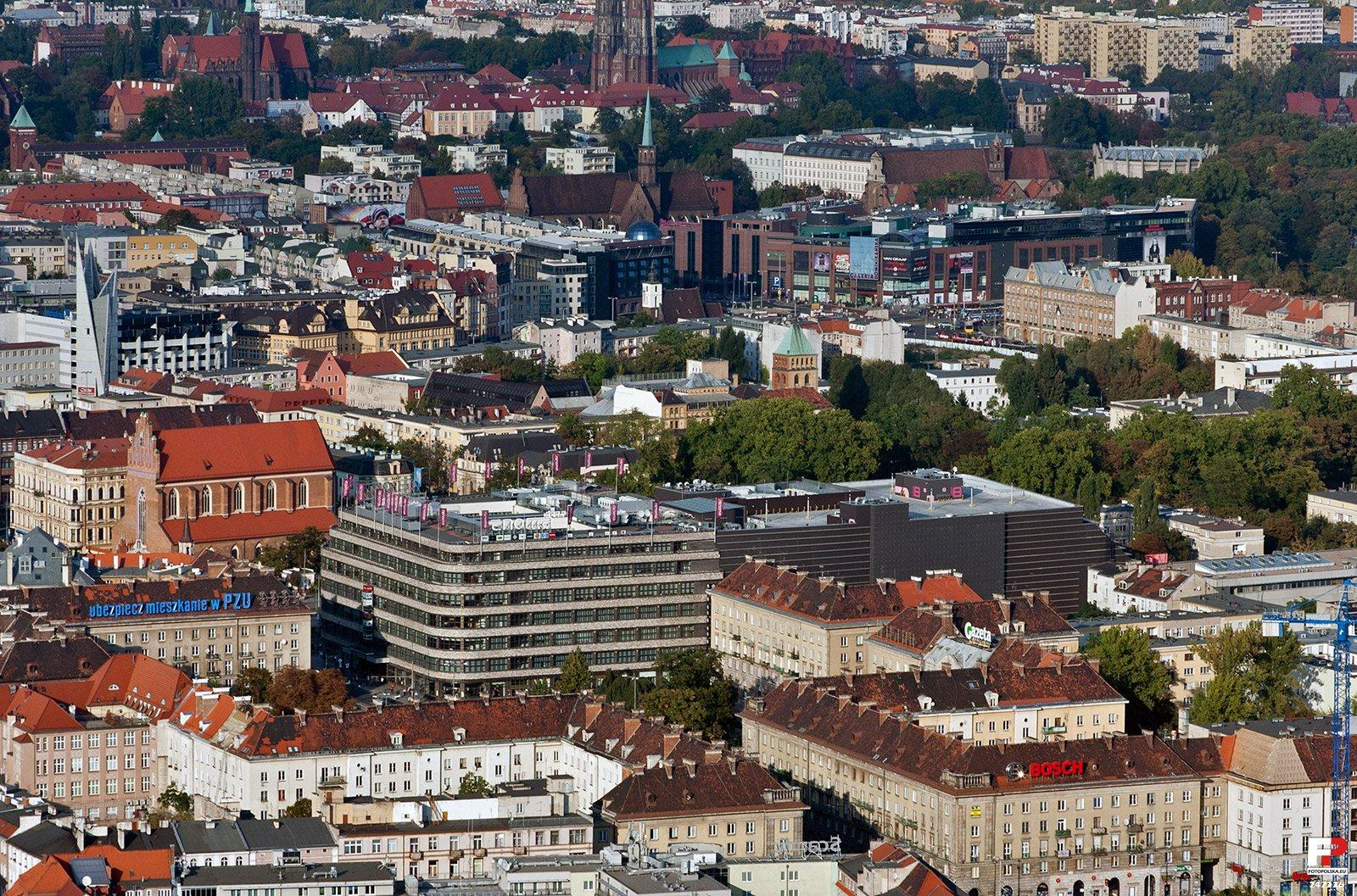
Plac.

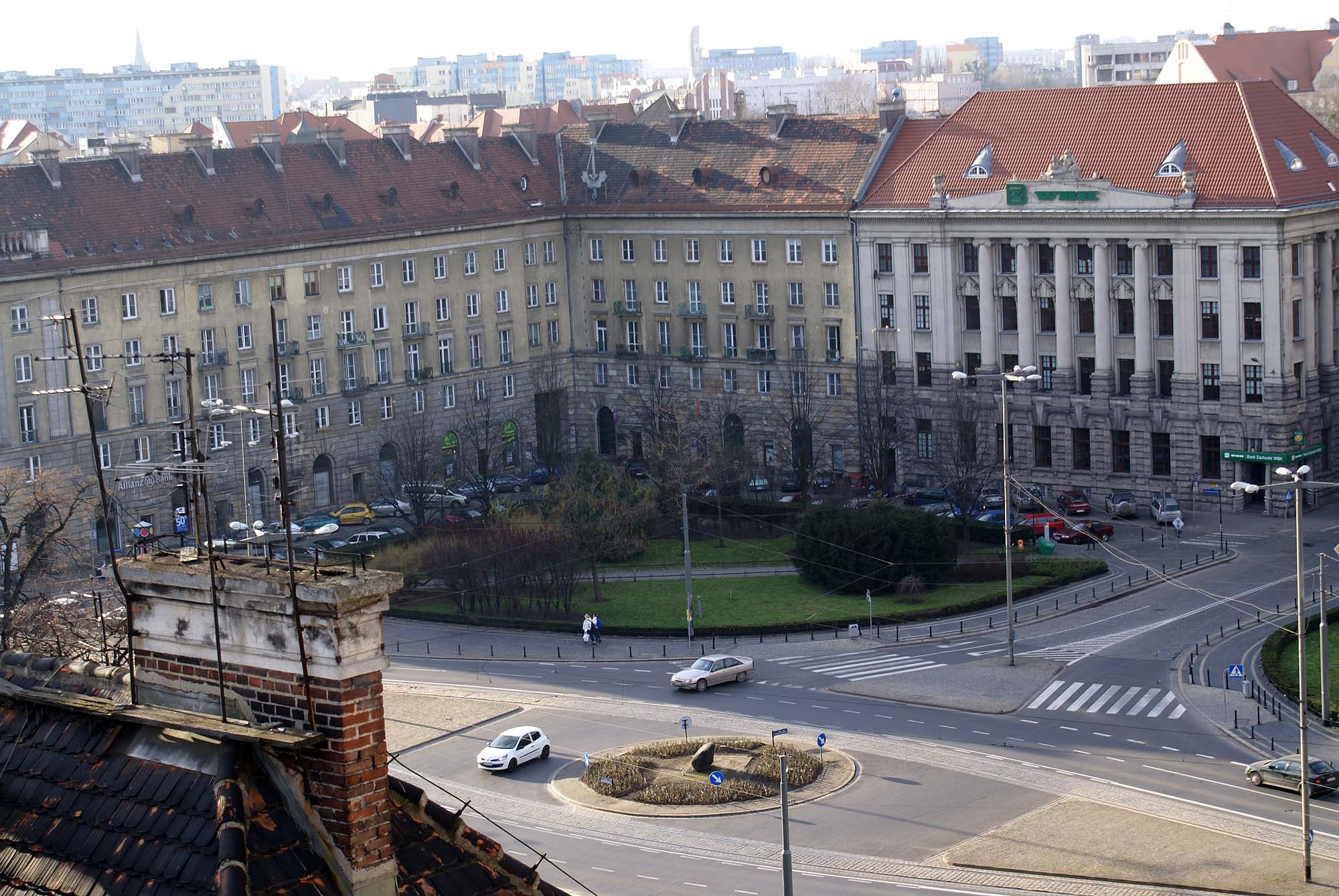
Widok na południowo-zachodni kwartał placu.

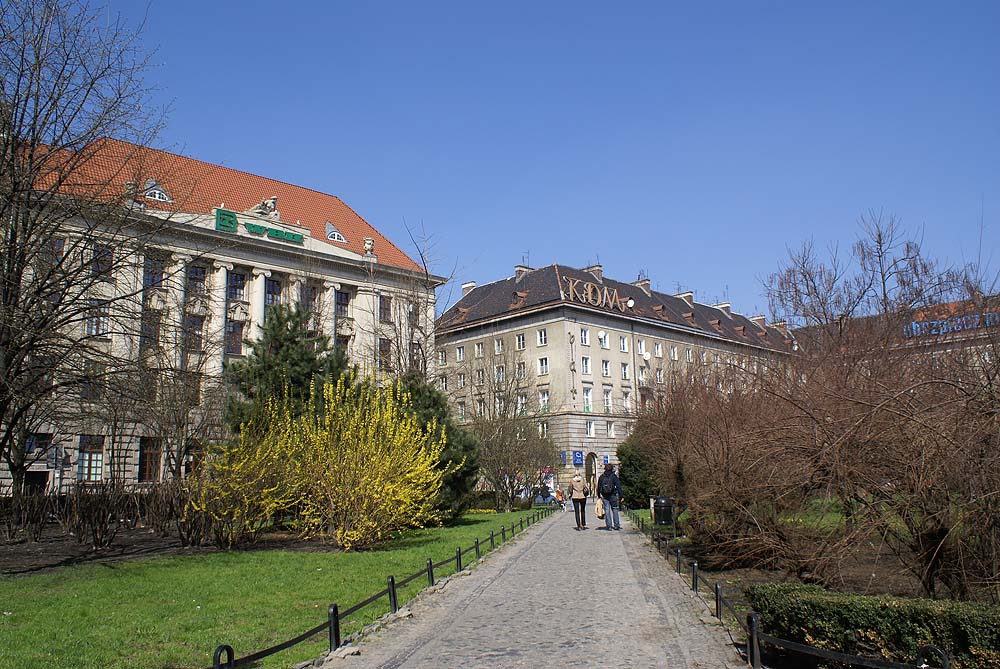
Chodnik przecinający kwartał zieleni.

Układ urbanistyczny placu został zachowany zgodnie z planem jaki został nadany temu placowi w XIX w.  Został wpisany do rejestru zabytków dla rejonu placu Tadeusza Kościuszki, pod numerem A/1491/543/Wm z 15.12.1994 r. . Opiera się na planie kwadratu, z symetrycznie przecinającymi plac i pierzeje (boki kwadratu) ulicami (tworzącymi kształt krzyża): ulica Tadeusza Kościuszki i ulica Świdnicka . Narożniki placu pozostają natomiast zamknięte zabudową. Centralną część placu zajmuje wysepka otoczona przecinającymi plac ulicami. Ma ona kształt koła, a jezdnie każdej z ulic prowadzące ruch w przeciwnych kierunkach (łącznie z torowiskiem tramwajowym) obiegają wysepkę po przeciwnych stronach. W tym miejscu w momencie jego powstania znajdował się pomnik, zastąpiony następnie kamieniem pamiątkowym. Jego otoczenie w formie niewielkiego zieleńca nosi nazwę Skweru Solidarności Walczącej  .
Wzdłuż wszystkich pierzei przebiegają ulice z miejscami do parkowania. Wydzielone ulicami kwartały zieleni obecnie zagospodarowane są w formie trawników z nasadzeniami roślin ozdobnych, krzewów i drzew. Każdy z tych kwartałów przecięty jest chodnikiem przecinającym dany teren po przekątnej .
Pierzeje wokół placu stanowią ciągłą zabudowę budynków mieszkalno-usługowych z l. 50 XX wieku, z wyjątkiem 3 zachowanych budynków , oraz z wyjątkiem północno-wschodniego narożnika, gdzie nowa zabudowa nie została zespolona z budynkiem domu towarowego pozostawiając wolną przestrzeń między budynkami. Projektantami zabudowy z lat 50. XX w był zespół Romana Tunikowskiego  .
Przez plac ulicą Świdnicką przebiega linia tramwajowa.
Za ciekawy obiekt zlokalizowany w południowej części placu podaje się także kiosk „Okrąglak” .

## Budynki

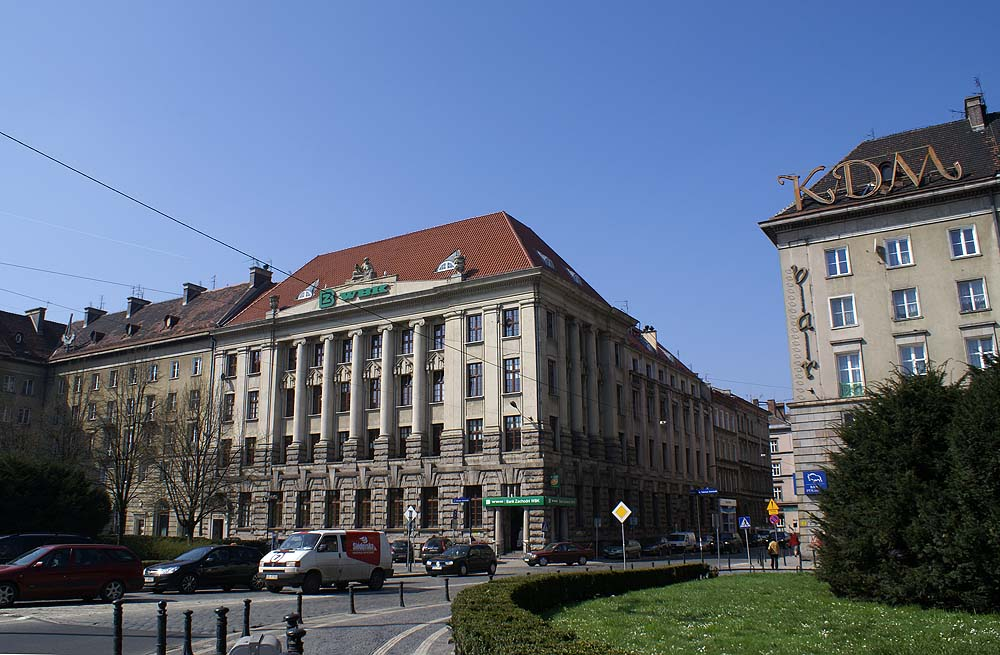
Budynek banku i ulica T. Kościuszki.

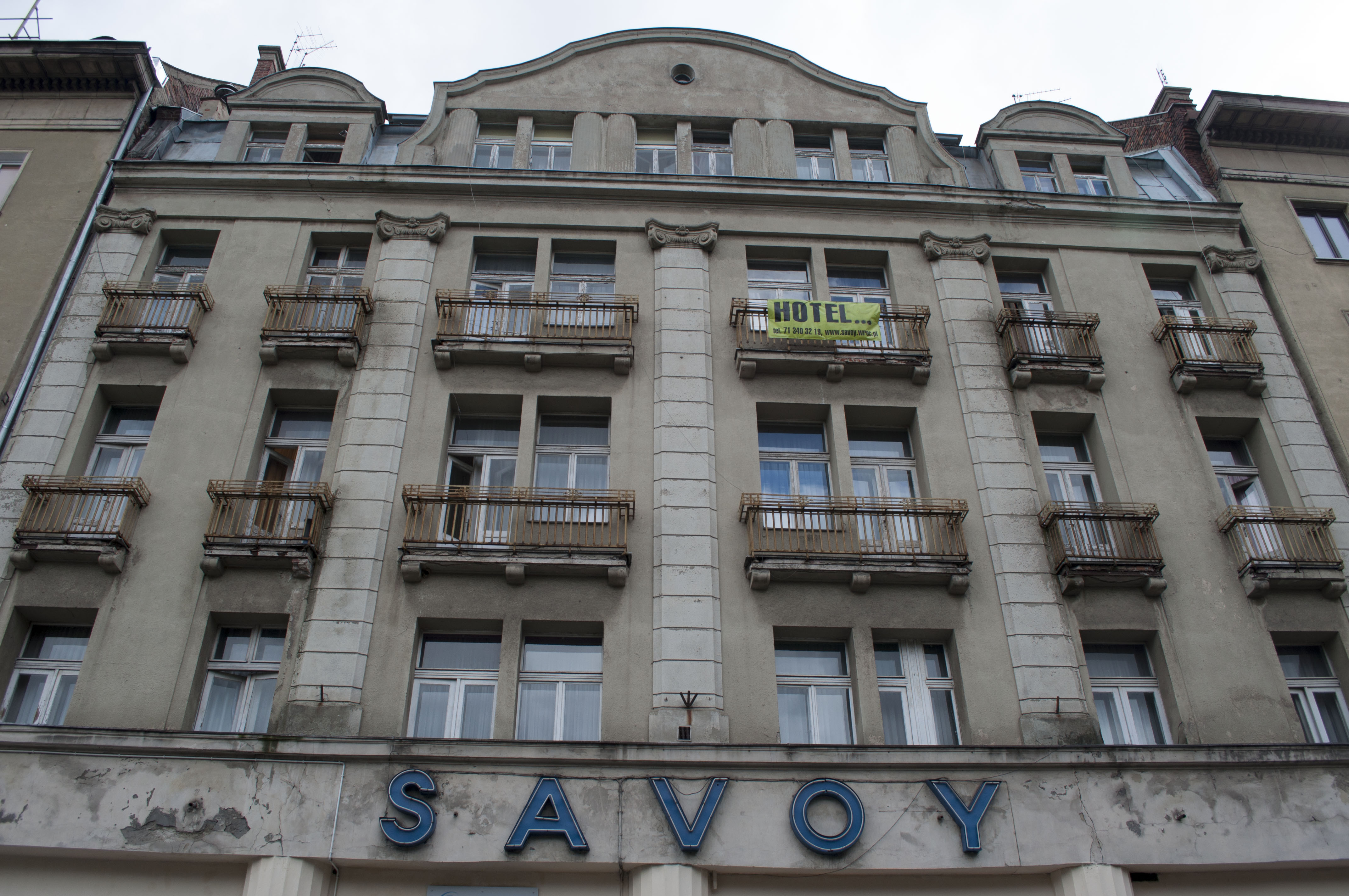
Budynek hotelu „Savoy”.

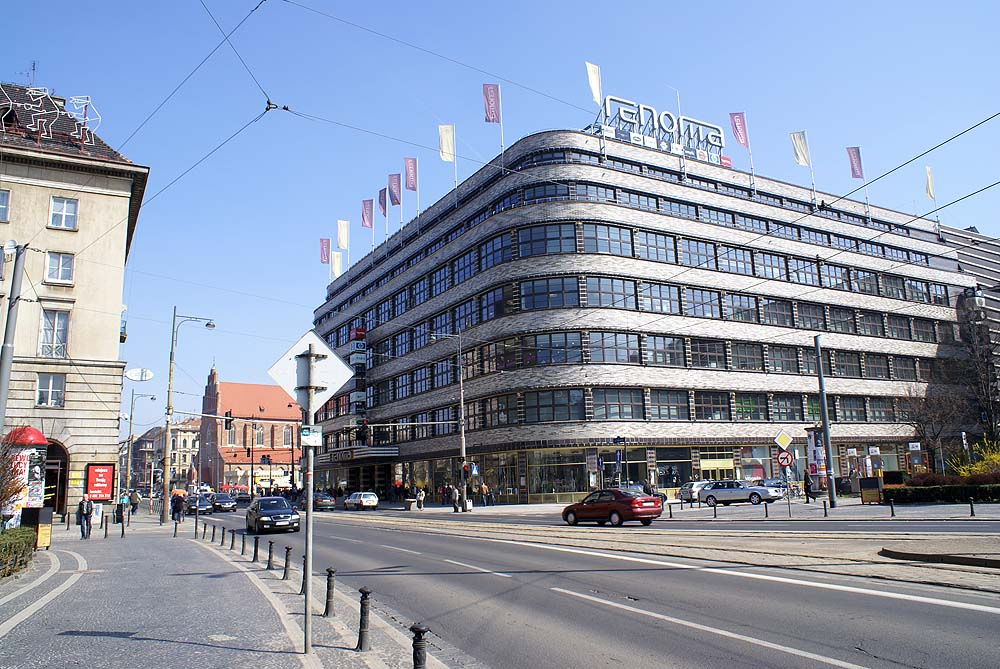
Dom Towarowy „Centrum Renoma” i ulica Świdnicka.

Jak wyżej zaznaczono budynki okalające plac to budynki l. 50 XX w. z wyjątkiem 3 ocalałych budynków. Są to budynki typowe pod względem architektonicznym dla tamtego okresu w Polsce . Budynki te mają po 4 kondygnacje naziemnych oraz poddasze. W poziomie parteru przewidziano funkcje usługowo-handlowe. Dachy tych budynków są dachami skośnymi. W nową zabudowę wkomponowano zachowane 3 budynki .
Budynek Banku Drezdeńskiego, siedziby jego wrocławskiego oddziału, zbudowany w 1913 r., ocalał podczas oblężenia Wrocławia w 1945 r., później użytkowany był przez bank BZ WBK .
Budynek hotelu Savoy zbudowany w 1911 r. według projektu C. Helbiga wykonanego dla właściciela firmy Hotel Savoy G. Fischera. Budynek został przebudowany w 1923 r. według projektu M. Strasburga. Podczas działań wojennych został jedynie lekko uszkodzony, co pozwoliło na uruchomienie działalności hotelowej już w 1945 r. W 1951 r. został przekazany Wojewódzkiemu Urzędowi Bezpieczeństwa Publicznego. W 1970 r. został odnowiony. Kolejnym właścicielem obiektu stał się Skarb Państwa, a użytkownikiem Komenda Wojewódzka Policji. Budynek ma 4 piętra plus poddasze. Hotel dysponuje 52 miejscami noclegowymi w 26 pokojach (1, 2 i 3 osobowych) oraz apartamentach. Budynek został wpisany do rejestru zabytków pod numerem A/2283/476/Wm z 30.03.1992 r..
Budynek Domu Towarowego Wertheim, a obecnie „Centrum Renoma” został zbudowany w 1930 r. Podczas działań wojennych został zbombardowany 12 marca 1945 r. Część budynku uległa zniszczeniu, przede wszystkim pożar zniszczył jego wnętrza, ocalały natomiast piwnice i parter oraz konstrukcja szkieletowa i ceramiczne elewacje. Budynek został wpisany do rejestrów zabytków 3.05.1977 r. pod numerem A/2498/349/Wm.
W latach 60. XX w. popularne były położone przy placu kawiarnie: „Centralna”, zlokalizowana na parterze Powszechnego Domu Towarowego „Renoma”, oraz „KDM”. Tu istniały także niegdyś Klub Międzynarodowej Prasy i Książki oraz pierwszy we Wrocławiu bar sieci McDonald’s .

## Kamień pamiątkowy

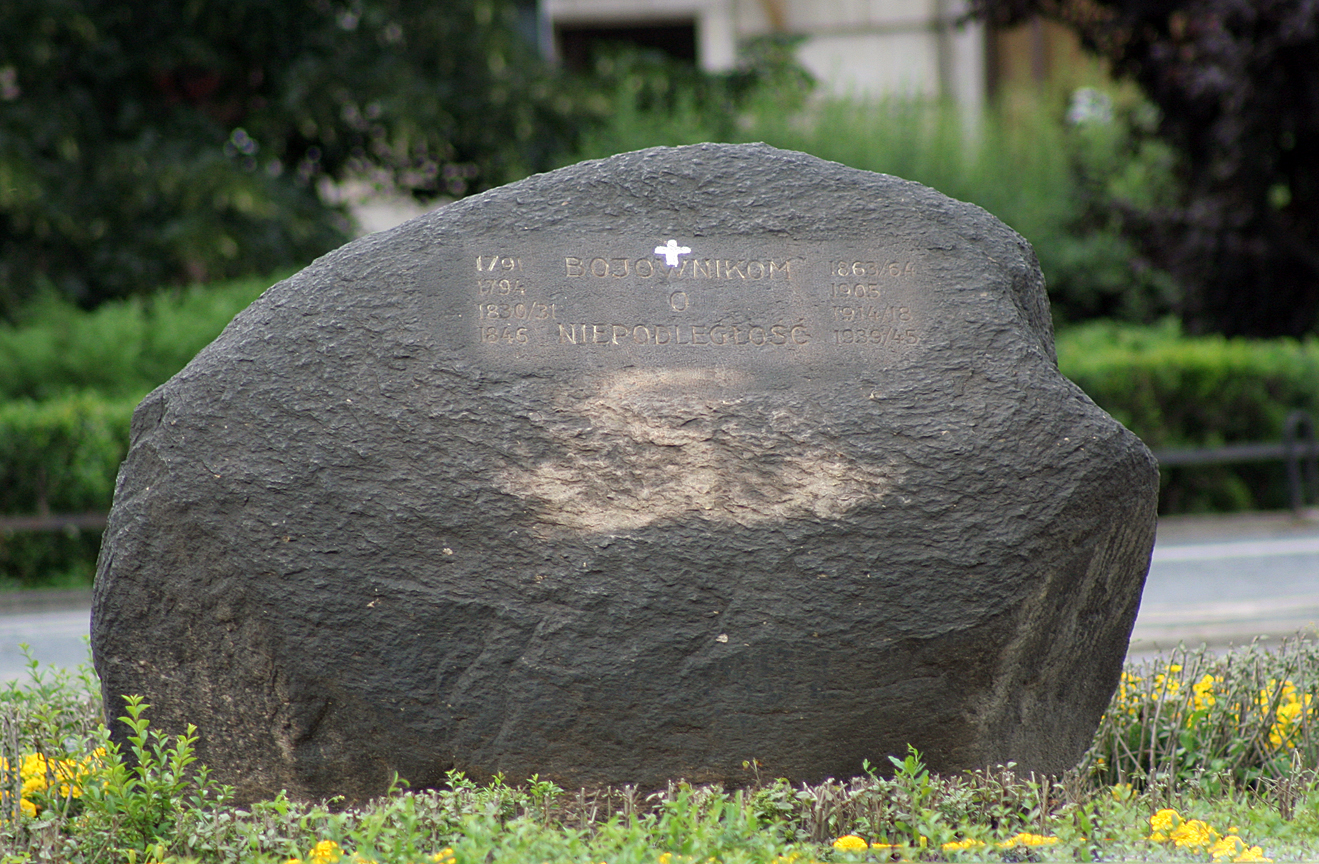
Kamień pamiątkowy ...

Kamień pamiątkowy ku czci Bojowników o Wyzwolenie Narodowe i Społeczne został umieszczony wraz z inskrypcją w 1946 roku po rozebraniu i usunięciu pomnika Friedricha Bogislava von Tauentziena. W latach 80. XX wieku podczas stanu wojennego wyryto na kamieniu znak Solidarności Walczącej  .

## Skwer

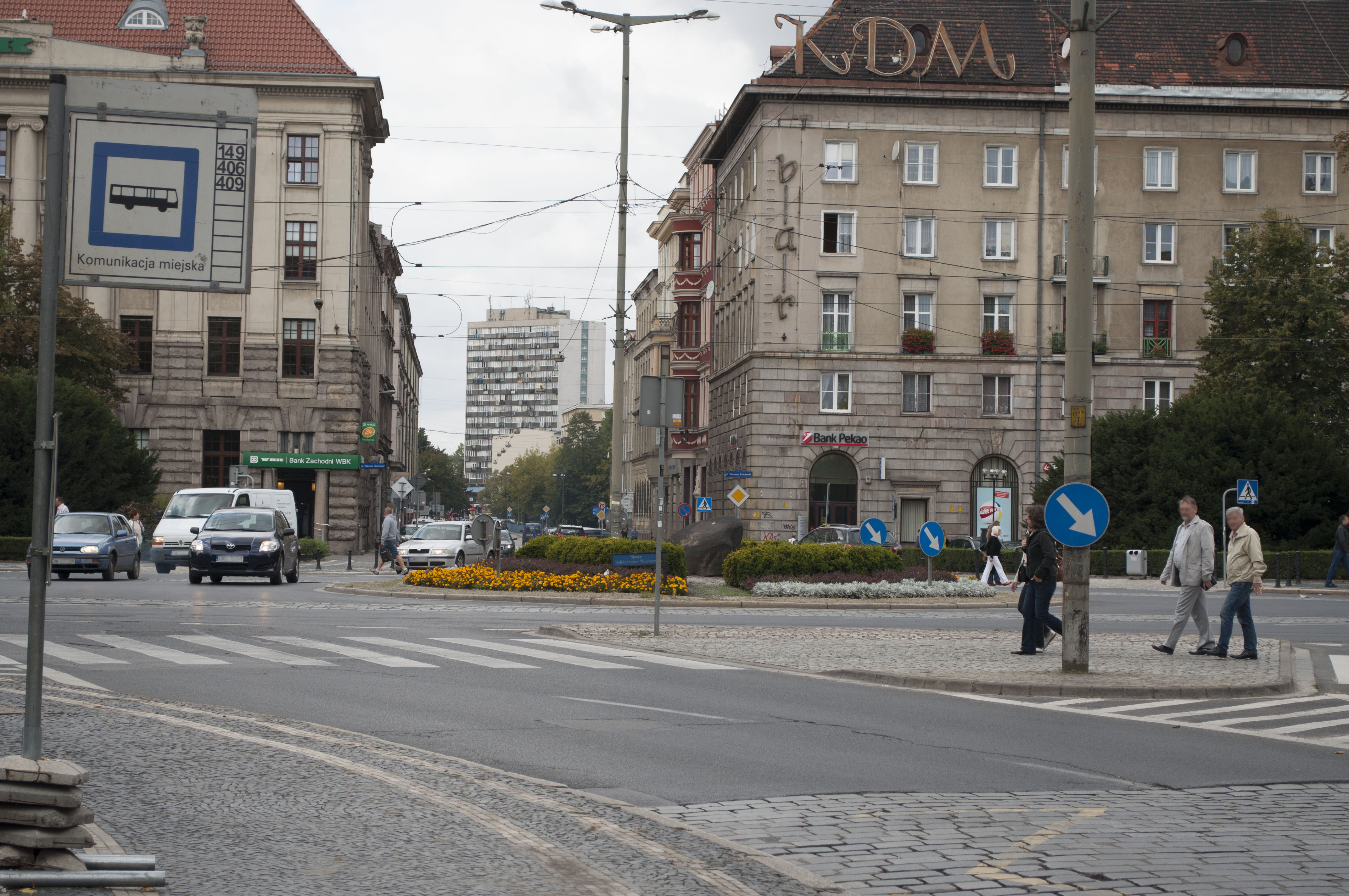
Skwer pośrodku skrzyżowania.

Centralna część placu to wysepka otoczona jezdniami, bez dostępu dla pieszych, tzn. nie prowadzi tu żadne przejście dla pieszych. Na wysepce tej utworzono skwer otaczający kamień pamiątkowy ku czci Bojowników o Wyzwolenie Narodowe i Społeczne, umieszczony tu wraz z inskrypcją w pierwszych latach powojennych. W latach 80. XX wieku wyryto na tym kamieniu znak Solidarności Walczącej, który pomimo starań ówczesnych władz komunistycznych nie został do końca usunięty. Stało się to przyczynkiem do nadania termu skwerowi po zmianie ustroju w Polsce nazwy Skweru Solidarności Walczącej   .